# EBuddy
eBuddy fue una aplicación de mensajería instantánea para web y dispositivos móviles que soportaba varios servicios, entre ellos Windows Live Messenger, Yahoo!, AIM, Google Talk, MySpace IM y Facebook.

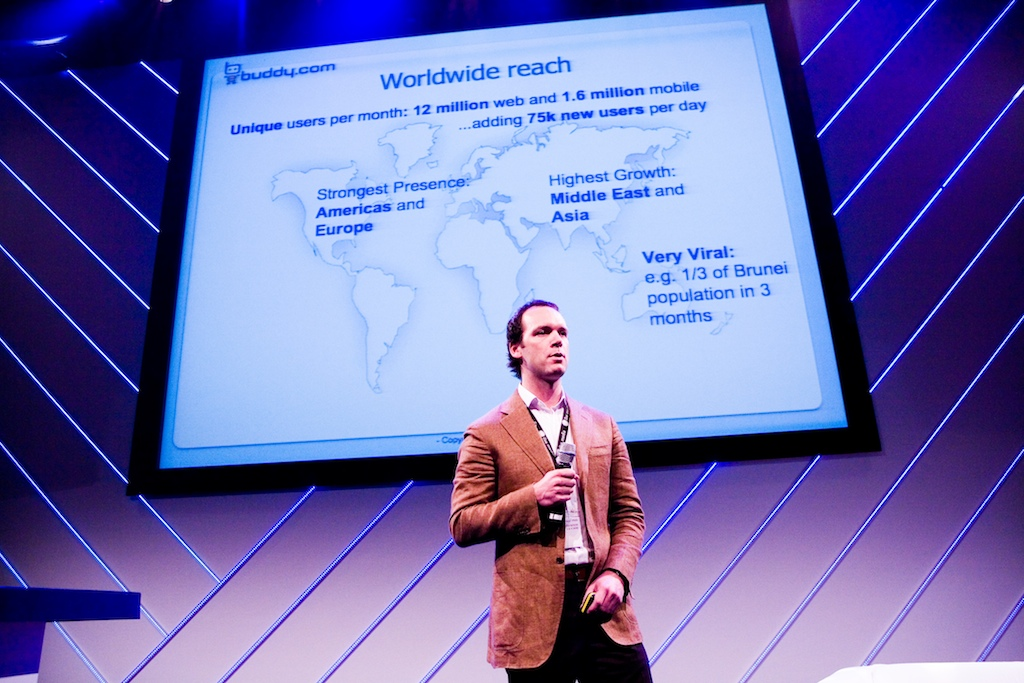
Conferencia TNW (Sociedad Científica de Varsovia) de eBuddy en su primer día en 2008.

## Resumen
eBuddy es un servicio de mensajería instantánea basado en navegador, originalmente empezó como e-Messenger en 2003. Combina AOL, Google Talk, MSN y Yahoo! y Messenger en una sola interfaz con base a una web. También está disponible a través de un teléfono móvil, de un independiente del operador y un dispositivo a través del navegador interno.[cita requerida]
[cita requerida]
La empresa eBuddy posee sedes en Ámsterdam, las Oficinas Locales en Londres y en San Francisco (Estados Unidos), siendo esta última inaugurada en abril de 2008.[cita requerida]

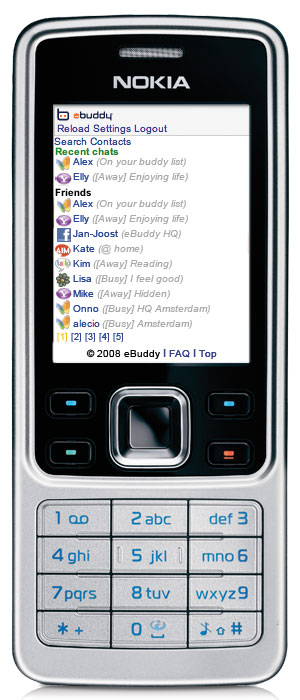
Teléfono Nokia 6300 con un servidor de eBuddy activo.

## Historia
Paulo Taylor fue inventor de eBuddy[cita requerida]. La idea surgió cuando hizo una apuesta con un amigo, conseguir que MSN funcionara en un teléfono móvil. Trabajó a tiempo completo en una empresa de Internet, Taylor pasó horas trabajando en una aplicación móvil para MSN. Después de varias semanas, ganó la apuesta y subió la aplicación a un servidor.[cita requerida] Fue aquí donde los visitantes solicitaron si podía desarrollar una versión web. Por el estímulo de los usuarios, Taylor decidió llevar la idea al siguiente nivel; el 9 de septiembre de 2003, Taylor junto con dos socios crearon Everywhere-MSN.com. Sin embargo, Microsoft reclamó el nombre del dominio y poco después del 4 de diciembre de 2008, el dominio fue cambiado a e-messenger.net.[cita requerida] El 1 de junio de 2006, e-Messenger es renombrado a eBuddy.[cita requerida]

## Versión para navegadores móviles
Esta versión (eBuddy Lite), compatible con teléfonos celulares, PDAs, PlayStation Portable, Nintendo DS, solo funciona con dispositivos que soportan un WAP o un XHTML.
En junio de 2007, se desarrolló una versión: J2ME (eBuddy Mobile), que fue hecha para las 600 marcas de teléfonos/celulares más utilizados en el mundo.[cita requerida]

## Clausura de eBuddy
Tras la desaparición de Messenger y las aplicaciones propias de cada servicio, eBuddy fue retirado de su sitio de internet con el siguiente mensaje:
"Reconociendo la disminución de las redes de mensajería instantánea que soporta eBuddy Chat y el aumento de la mensajería de teléfonos inteligentes, hemos decidido centrarnos exclusivamente en hacer de XMS la mejor herramienta de comunicación de teléfonos inteligentes en el mercado electrónico. Nos gustaría darle las gracias por ser parte de la aventura en eBuddy Chat y darte la bienvenida a continuar tu mensajería con nosotros en XMS."
Finalmente la aplicación fue retirada de App Store, Google Play, Nokia Store, App World y Chrome Web Store.[cita requerida]